# Новосибирский институт программных систем
Новосибирский институт программных систем (АО «НИПС») — организация по разработке автоматизированных систем управления, основанная в 1972 году. Головной офис расположен в Новосибирске.

## История
В 1972 году в Новосибирске был создан филиал Института точной механики и вычислительной техники имени С. А. Лебедева.
В 1992 году филиал стал самостоятельным предприятием, акционированным в 1994 году.
В 2002 году количество сотрудников достигало 240 человек.

## Деятельность
Институт занимается разработкой автоматизированных систем управления, системного программного обеспечения и аппарптно-программных комплексов.
Первоначально НИПС разрабатывал программы обеспечения ЭВМ и средства автоматизации разработок крупных программных комплексов.
В институте были созданы информационные системы производственного назначения и автоматизированные системы управления для АК «Алмазы России—Саха», Сургутской ГРЭС-1 и т. д. Для экологического мониторинга окружающей среды институтом разработаны алгоритмы анализа и обработки данных из космоса.